# Luling
Luling – jednostka osadnicza w Stanach Zjednoczonych, w stanie Luizjana, w parafii St. Charles.